# Friedrich Wilhelm von Steuben
Friedrich Wilhelm August Heinrich Ferdinand von Steuben, född den 15 november 1730 i Magdeburg, död den 28 november 1794 i Steubenville i delstaten New York, var en tysk general i amerikansk tjänst.
von Steuben deltog som frivillig i preussisk tjänst i österrikiska arvföljdskriget från 1744, blev löjtnant 1753 och deltog med utmärkelse i sjuåriga kriget (1756–1763). von Steuben tog 1763 avsked med kaptens rang och blev 1775 överste i badensisk tjänst. År 1777 begav han sig till Amerika, blev av Washington anställd som generalinspektör för republikens armé med generalmajors rang och arbetade nitiskt för härens organisation och utbildning. Även som anförare inlade han betydande förtjänst, i det han huvudsakligen avgjorde segern vid Monmouth (1778) och 1780–1781 var befälhavare i Virginia, som han med små resurser framgångsrikt försvarade. Staterna Virginia, New York, New Jersey och Pennsylvania förlänade honom jordagods till tack för hans värdefulla militära tjänster, och av kongressen erhöll han 1790 en pension. År 1910 restes i Washington, D.C. mitt emot Vita huset hans staty (modellerad av Albert Jaegers), och en av amerikanska regeringen åt kejsar Vilhelm och tyska folket förärad duplik av denna restes 1911 i Potsdams Kommendanturgarten. Dupliken förstördes under andra världskriget.

## Utmärkelser
- Badiska husorden Fidelitas,  1769[4]
- Cincinnatusorden

[Redigera Wikidata]